# Folke Odqvist
Folke Karl Gustav Odqvist (Estocolmo, 29 de julho de 1899 — Danderyd, 7 de maio de 1984) foi um engenheiro sueco.
Foi professor de mecânica dos sólidos no Real Instituto de Tecnologia, de 1936 a 1966.
Folke Odqvist desenvolveu a teoria da resistência mecânica para a deformação plástica de metais, bem como deformação e ruptura por fluência. Estas suas investigações o tornaram internacionalmente conhecido, tendo sido presidente da International Union of Theoretical and Applied Mechanics, no período 1956-1960. Seu livro sobre mecânica dos sólidos, publicado em 1948, tem quase 800 páginas.
Foi eleito membro da Royal Swedish Academy of Engineering Sciences (Kungliga Ingenjörsvetenskapsakademien), em 1941. Em 1957 foi eleito membro da Academia Real das Ciências da Suécia, da qual foi presidente no período 1969–1971.